# Prince Tagoe
Prince Tagoe (Acra, 9 de novembro de 1986) é um futebolista ganês que atua como atacante. Atualmente está sem clube.

## Carreira
Pela Seleção Ganesa, o atleta participou da Copa do Mundo 2010, chegando até as quartas de final da competição. E do elenco da Seleção Ganesa de Futebol na Campeonato Africano das Nações de 2012.